# Lịch sử Hoa Kỳ (1776–1789)
Ngày 19 tháng 4 năm 1775, một nhóm binh lính trong quân đội Anh hành quân vào đất liền từ Boston, Massachusetts để tìm một kho trữ vũ khí và được lệnh bắt giữ một số người lãnh đạo địa phương. Tại Lexington, họ đụng độ và bị một nhóm vũ trang địa phương nhỏ tập hợp tại trung tâm thành phố bắn trả. Đi xa thêm nữa, họ đụng độ một nhóm vũ trang khác lớn hơn tại một cây cầu tại Concord và phải rút lui, mở ra niềm vinh hiển cho lịch sử Mỹ. Trở về lại Boston, nhóm lính bị nhiều người bắn tỉa. Các cuộc đụng độ này, xảy ra sau 12 năm từ khi xung đột chính trị giữa nhóm người Mỹ và Nghị viện Anh ngày càng tăng, là dấu hiệu đầu tiên của Cách mạng Hoa Kỳ.
Vào ngày 10 tháng 5, 1775, Đệ Nhị Quốc hội Lục địa (Continental Congress) với đại biểu từ khắp 13 thuộc địa Anh bắt đầu họp tại thành phố Philadelphia, Pennsylvania. Quốc hội tức khắc thiết lập một Chính phủ liên bang bao gồm cả 13 thuộc địa, chiếm lấy những chức năng trước kia của vua và Nghị viện Anh, và chỉ thị các bang này soạn ra hiến pháp của họ để tự trị. Quốc hội bổ nhiệm George Washington làm người lãnh đạo Quân đội Lục địa (Continental Army) và gửi ông đến Boston, nơi các nhóm vũ trang địa phương đang bao vây quân đội Anh.
Sau một năm xung đột, Quốc hội tuyên bố rằng nước Hợp chúng quốc Hoa Kỳ độc lập từ Anh trong bản Tuyên ngôn độc lập. Nhiệm vụ soạn bản tuyên ngôn độc lập được giao cho một ủy ban 5 người, trong đó có John Adams và Benjamin Franklin, nhưng tài liệu này phần lớn là do Thomas Jefferson chấp bút. Tuy nhiên, văn bản của Jefferson đã được Franklin duyệt lại nhiều lần và được trình lên Quốc hội sau khi sửa đổi nhiều chỗ, trong đó có cả việc cắt xén phần tố cáo vua George về vấn đề nô lệ.
Quốc gia đầu tiên công nhận Hoa Kỳ sau khi tuyên bố độc lập là nước Dubrovnik (lúc đó được gọi là Ragusa).
Với sự giúp đỡ của Pháp, Hoa Kỳ cuối cùng chiến thắng cuộc Chiến tranh Cách mạng Mỹ với Anh, ký Hiệp định Paris, cấp cho đất nước mới sinh ra này một lãnh thổ bao la trải dài từ Đại Tây Dương đến sông Missisippi, kể cả khu vực Ngũ Đại Hồ. Nền độc lập của Hoa Kỳ sau đó cũng được Vương quốc Phổ dưới triều vua Friedrich II Đại Đế thừa nhận.
Trong hậu quả chiến tranh, quốc gia non trẻ này bị suy yếu kinh tế, và sự yếu đuối của các tổ chức chính trị làm lung lay chính quyền. Đệ nhị Quốc hội Lục địa vẫn còn giữ địa vị Chính phủ liên bang, được chính thức trong Những Điều khoản Liên hiệp, được đưa ra và có hiệu lực vào năm 1778, nhưng không được phê chuẩn cho đến năm 1781. Những Điều khoản Liên hiệp là sơ đồ chính quyền của một liên minh lâu dài giữa các bang, nhưng không định rõ Hoa Kỳ là một quốc gia thật sự hay chỉ là một liên minh giữa các bang độc lập đang hợp tác với nhau.
Vào năm 1787, khi nhiều người nhận rõ quốc gia này cần một Chính phủ liên bang mạnh và trọn vẹn hơn, một hội nghị để xem xét sửa đổi các điều khoản được tổ chức. Quốc hội này, họp mặt tại Philadelphia, quyết định soạn thảo một hiến pháp, được 11 bang phê chuẩn vào năm 1788.
Hiến pháp Hoa Kỳ có hiệu lực từ năm 1789, và George Washington được bầu làm tổng thống đầu tiên.

## Cách mạng và Độc lập
Hợp Chúng Quốc Hoa Kỳ là một liên hiệp gồm có 13 thuộc địa trải dài vùng duyên hải miền đông Bắc Mỹ. Trong thế kỷ 17 và 18, các thuộc địa đã thành lập truyền thống dân chủ tự trị khi bị Anh sao lãng trong lúc đang đương đầu với nội chiến và nhiều vấn đề khác. Sau khi Chiến tranh Bảy Năm (tại Bắc Mỹ được gọi là Chiến tranh Pháp và Người da đỏ) kết thúc vào năm 1763, Anh trở thành cường quốc mạnh nhất, nhưng bị nợ nần đầy rẫy. Nỗ lực tăng thuế của Nghị viện Anh làm nhiều người thuộc địa lo rằng quyền tự trị của họ đang có nguy cơ.

Quân dân Mỹ anh dũng chiến đấu chặn quân Anh ở Charleston, 28 tháng 6/1776

Sau một vài bất đồng với Nghị viện Anh về chuyện thuế má, những thuộc địa đầu tiên thành lập ủy ban để truyền đạt thông tin về các chống đối và cuối cùng tổ chức một hội nghị để tẩy chay hàng hóa Anh. Đệ nhất Quốc hội Lục địa này có 12 thuộc địa tham dự, nhưng không có lãnh địa Florida của Anh và Georgia tại miền nam và Newfoundland và Nova Scotia tại miền bắc, cũng như lãnh địa nói tiếng Pháp Québec. Quốc hội đệ nhất này quyết định sẽ tổ chức một Quốc hội đệ nhị nếu nỗ lực giải hòa với Anh bị thất bại.
Đệ nhị Quốc hội Lục địa khai mạc vào tháng 5 năm 1775, sau cuộc xung đột giữa các nhóm vũ trang tại Massachusetts và quân đội Anh vào tháng 4. Với 13 thuộc địa tham dự, Quốc hội đệ nhị bắt đầu tổ chức một Chính phủ liên bang và chỉ thị các bang này soạn ra hiến pháp bang để tự trị. Tháng 6 năm 1775, George Washington, một người Virginia tiếng tăm có kinh nghiệm trong Chiến tranh Pháp và Người da đỏ được bổ nhiệm làm chỉ huy Quân đội Lục địa mới vừa được thành lập do sự kết hợp của các lực lượng vũ trang đang bao vây quân đội Anh tại Boston.
Ngày 4 tháng 7 năm 1776, Đệ nhị Quốc hội Lục địa, đang vẫn còn họp tại Philadelphia, tuyên bố độc lập trong một tài liệu quan trọng, bản Tuyên ngôn độc lập, được soạn thảo bởi Thomas Jefferson. Nước đầu tiên công nhận Hoa Kỳ là thành bang Dubrovnik (được gọi là Ragusa vào thời đó) ở Ý. Cùng năm đó, có phái bộ sứ thần Mỹ đến yết kiến Triều đình Phổ, được nhà vua Friedrich II Đại Đế tiếp đón nồng hậu. Ngay khi nền Cộng hòa non trẻ Mỹ trỗi dậy, vua Phổ đã tìm cách trong đổi hàng hóa với họ. Không những thế, Nữ hoàng nước Nga là Ekaterina II Đại Đế cũng có cảm tình với người Mỹ.
Trong tháng 8, từ chính quốc, quân đội Anh đổ bộ lên Thành phố New York, nơi quân Anh đang đóng chiếm vì quân phòng thủ của Washington còn quá yếu kém. Quân Anh đóng chiếm thành phố này cho đến khi cuộc chiến tranh chấm dứt. Cuối năm 1776, quân Mỹ giành những chiến thắng về chiến thuật và tinh thần. Một kế hoạch lớn, sau này được gọi là Chiến dịch Saratoga, được chính phủ Anh thiết lập tại kinh thành Luân Đôn để kéo quân từ Canada xuống nam và từ Hudson lên bắc, họp binh tại Albany, New York để chia các thuộc địa thành hai phần, cách ly Tân Anh Cát Lợi (New England) ra khỏi các lục địa khác. Vì không được thông tin, quân Anh do tướng John Burgoyne chỉ huy xuống từ Canada đã gặp phải rừng rậm vào phía bắc của Albany, New York. Trong suốt mùa hè 1777, quân của Burgoyne chỉ tiến được một vài dặm, và cuối cùng đã bị một lực lượng Mỹ đông người hơn đánh bại tại Trận chiến Saratoga. Trong lúc đó, quân đội Anh đáng lẽ phải tiến lên Hudson để gặp Burgoyne, nhưng lại tiến đến Philadelphia trong một nỗ lực kết thúc chiến tranh bằng cách chiếm giữ "thủ đô" của người Mỹ.

Chiến thắng của quân dân Mỹ tại Saratoga ngày 7 tháng 10/1777

Chiến thắng tại Saratoga của quân dân Mỹ đã khiến Pháp công khai đồng minh với Mỹ. Khi Pháp tham gia, chiến tranh này đã trở thành một cuộc tranh chấp toàn cầu, sau đó Tây Ban Nha và Hà Lan cũng tham gia vì họ là những cường quốc muốn ngăn chận sự bành trướng của Anh Quốc. Chính phủ Anh lại đem quân đến các lục địa miền nam ít người ở hơn và sự hăng hái tham gia vào cuộc cách mạng cũng thấp hơn. Nữ hoàng Nga Ekaterina II Đại Đế cũng thiết lập "Liên minh các nước trung lập vũ trang" (1780) chống đối Anh Quốc. Với vua Friedrich II Đại Đế, nước Phổ gia nhập liên minh này, cùng với vài nước mạnh ở Bắc Âu. Trong năm 1781, tình hình hai bên bế tắc. Trong trận đánh lớn ở Tòa án Guilford, quân Anh do Huân tước Charles Cornwallis cầm đầu đánh bại được quân Mỹ của tướng Nathanael Greene chỉ huy. Nhưng người Anh thiệt hại nặng nên phải rút quân khỏi đây.
Sau đó, George Washington khôn khéo đánh lừa quân Anh, để rồi liên quân Mỹ - Pháp phong tỏa đất liền trong khi phần biển bị thủy binh Pháp phong tỏa. Trong trận kịch chiến tại Yorktown, Virginia, quân Anh bị đánh bại, Cornwallis thấy vậy phải cho quân ngừng bắn. Sau khi Cornwallis đầu hàng, Anh không còn nỗ lực tìm giải pháp quân sự nữa.
Trong các cuộc đàm phán, phía Mỹ được đại diện bởi một nhóm dưới sự lãnh đạo của Benjamin Franklin, trong đó có John Adams và John Jay. Họ bác bỏ thỏa thuận với Pháp để không thương lượng riêng với Anh Quốc (làm cho Pháp không đòi hỏi được gì từ Anh Quốc) và đã thương lượng được một ranh giới cho Mỹ. Ranh giới này vượt qua dãy Allegehny cho đến tận sông Mississippi và khu vực phía nam Ngũ Đại Hồ, bao gồm một diện tích đất chưa có người ở lớn gần bằng Tây Âu. Thỏa thuận này được gọi là Hiệp ước Paris (1783). Sau đó, vào ngày 11 tháng 9 năm 1785, Hiệp định thương mại và hữu nghị Phổ - Mỹ được nhà vua Friedrich II Đại Đế ký kết. Hiệp định này có hiệu lực 10 năm, qua đó người Mỹ được tự do buôn bán với người Phổ.

## Sự hình thành các tổ chức liên bang

### Những Điều khoản Liên hiệp
Hiệp ước Paris đem lại hòa bình và nền độc lập cho Hoa Kỳ, nhưng với một chính phủ chưa ổn định. Đệ nhị Quốc hội Lục địa đã viết ra Những Điều khoản Liên hiệp trong năm 1777 để làm rõ vai trò của Quốc hội. Các điều khoản này đã tạo ra một liên minh lâu dài, thật sự mà nói về Quốc hội này tuy là tổ chức liên bang duy nhất nhưng ít quyền về tự quản lý tài chính hay thi hành các nghị quyết được đưa ra. Trong thời kỳ khủng hoảng kinh tế hậu chiến, tại một vài tiểu bang các cuộc bạo động về chính trị đã nổ ra thêm vào đó các nỗ lực dùng chính phủ để xóa nợ của các con nợ đã khiến giới lãnh đạo lo lắng. Sự bất lực rõ ràng trong đền bù các món nợ chiến tranh, thêm vào đó Quốc hội không xứng là diễn đàn hợp tác hiệu quả của các tiểu bang nhằm thúc đẩy phát triển thương mại và kinh tế, điều đó làm cho tình hình thêm u ám.

### Quốc hội lập hiến
Một số nỗ lực để tổ chức một phong trào đề cương và đòi hỏi cải cách đã dẫn đến Quốc hội tổ chức một đại hội mới, đã được khai mạc tại Philadelphia, Pennsylvania trong mùa hè năm 1787. Nay được gọi là Quốc hội lập hiến năm 1787, nó có mục đích đơn giản là đưa ra những đề nghị cải cách Những Điều khoản Liên hiệp, nhưng đã bí mật trở thành một hội nghị để viết một hiến pháp mới sau buổi họp đầu tiên. Bản Hiến pháp từ hội nghị kêu gọi thành lập một chính phủ liên bang, với các đặc tính: 
- phạm vi hoạt động hữu hạn,
- không lệ thuộc các tiểu bang,
- có quyền hạn cao hơn tất cả tiểu bang trong một số lãnh vực
- có quyền thâu thuế, và
- được quyền lập ra một ngành hành pháp, một ngành tư pháp, và một quốc hội lập pháp lưỡng viện.

Mô hình tổ chức Quốc hội này là nét dung hòa chính của hội nghị, vì các tiểu bang nhỏ muốn vẫn được giữ quyền mỗi Tiểu bang một phiếu (quyền họ đã được có trong các điều khoản của Những Điều khoản Liên hiệp trước đây). Các tiểu bang lớn thì đòi hỏi quyền hạn mỗi Tiểu bang phải được dựa trên dân số và tài nguyên. Để đạt được dung hòa, hội nghị quyết định Thượng nghị viện sẽ là nơi các tiểu bang được đại diện bình quyền, còn số dân biểu vào Hạ nghị viện của mỗi tiểu bang sẽ được tuyển cử theo tổng số địa hạt cử tri (electoral district) với dân số tương đương (như vậy các tiểu bang đông dân sẽ có nhiều địa hạt cử tri và đại biểu hơn các tiểu bang đất rộng nhưng dân thưa).
Ngôn ngữ bản Hiến pháp cũng kêu gọi việc phê chuẩn qua hình thức các Hội nghị Lập hiến của mỗi tiểu bang, được đặc cử vào công việc nầy. Do đó, hội nghị đã gửi bản Hiến pháp nầy về các tiểu bang với yêu cầu cần phải tổ chức các Hội nghị Lập hiến địa phương.
Một số các Tiểu bang nhỏ, dẫn đầu bởi Delaware, chấp nhận bản dự thảo Hiến pháp không chút do dự. Nhưng tại cả hai tiểu bang New York và Virginia, nhất là tại New York, vấn đề này trở thành đề tài bàn cãi sôi nổi.
Virginia, thuộc địa Anh đầu tiên thành công trong việc định cư Bắc Mỹ, là tiểu bang với dân số đông, có truyền thống chính trị lâu đời, và có hàng ngũ lãnh đạo là những người đã cống hiến lớn lao cho cuộc Cách mạng giành độc lập. Riêng New York cũng là một tiểu bang lớn đông đúc dân cư. Với số cảng nằm ở vị trí lý tưởng bên bờ Đại Tây Dương, Tiểu bang nầy sẽ góp phần định đoạt thành công hay thất bại của nước Hoa Kỳ trong tương lai. Thế nhưng quyền lực chính trị địa phương New York lại nằm chặt trong vòng kiểm soát của một số lãnh đạo địa phương có quyền lực lâu đời, mà không có gì cho thấy những người nầy sẽ muốn chia quyền cho các lãnh đạo quốc gia hay những người sẽ nắm chính phủ liên bang.
Hội nghị Phê chuẩn Hiến pháp New York vì thế trở nên tâm điểm của các cuộc tranh luận sôi nổi về đề tài chấp nhận hiến chương.

### Việc phê chuẩn hiến chương
Phe ủng hộ Hiến pháp lấy tên gọi là Nhóm Liên bang (the Federalists), và họ nhanh chóng được lòng toàn dân trong nước. Trong nhóm nầy, nổi tiếng nhất là các ông Alexander Hamilton, James Madison, và John Jay. Ba nhân vật này là những người đóng góp nhiều nhất vào Liên bang Thư tập (Federalist Papers), tên gọi chung của khoảng 85 bài tham luận được đăng trên báo chí New York thời điểm đó. Nhìn từ nhiều góc độ khác nhau, các bài này là các văn kiện lập quốc của Hoa Kỳ. Tuy nhiên, các bài viết này ra đời sau Hội nghị Lập hiến, và chỉ là một phần đóng góp cho cuộc tranh luận ở New York.
Phe thiếu thiện cảm với một chính phủ trung ương nhiều quyền uy lấy tên là Nhóm Phi Liên bang (anti-Federalists). Họ e ngại rằng một chính quyền với quyền thu thuế sẽ nhanh chóng trở nên độc tài và hủ bại như chính phủ thuộc địa Anh trước đây vài thập niên. Trong nhóm nầy, đứng đầu là hai ông Patrick Henry và George Mason. Hai ông rất quan tâm đến việc Hiến pháp hiện chưa có Bộ luật Dân quyền (Bill of Rights).
Điều lý thú nhất là ông Thomas Jefferson—lúc đó đang là đại sứ Mỹ tại Pháp—lại không theo nhóm nào, mà chỉ có thái độ trung lập để đón nhận bất cứ một trong hai đường hướng. Tuy vậy, từ Pháp ông cũng có viết thư về bày tỏ băn khoăn của ông về bản dự thảo Hiến pháp với một bằng hữu—sau nầy là đồng minh của ông—là ông James Madison. Trong khi đó, nhóm Liên bang cũng gây được thêm rất nhiều uy tín và lợi thế khi Đại tướng George Washington, khi đó đang là chủ tịch Hội nghị Lập hiến, lên tiếng ủng hộ lập trường của họ.
Khi được Madison hứa hẹn là sẽ có Bộ luật Dân quyền, Virginia đồng ý phê chuẩn. Tại New York, gia đình Clinton, những người nắm trọn chính trường New York, cũng nhân nhượng phần nào để Alexander Hamilton đạt được thắng lợi phê chuẩn trong hội nghị. Theo dự thảo, Chính phủ liên bang sẽ bắt đầu có hiệu lực tại các tiểu bang đã phê chuẩn một khi có chín Tiểu bang bỏ phiếu thuận. Hiến pháp Hiệp chúng quốc Hoa Kỳ do đó chính thức ra đời khi New Hampshire bỏ phiếu thuận vào ngày 21 tháng sáu, năm 1788. Khi Virginia bỏ phiếu thuận ngày 26 tháng sáu và New York ngày 26 tháng bảy, tổng cộng 11 tiểu bang đã thông qua hiến pháp, trong đó có tất cả các tiểu bang lớn nhất.
Tại Bắc Carolina, Hội nghị phê chuẩn chấm dứt trước khi bỏ phiếu bình bầu. Với đa số đại biểu thuộc phe Phi Liên bang, lại được chủ tọa bởi một người rất ngưỡng mộ ông Jefferson (và vì thế tán đồng với những băn khoăn do dự của ông này như đã nói trên), hội nghị quyết định hoãn lại việc phê chuẩn. Sự đình hoãn này có hiệu lực cho đến khi tân Quốc hội có dự luật cụ thể đưa đến Bô luật Dân quyền, nhằm tu chính Hiến pháp và đảm bảo một số quyền lợi công dân căn bản.
Riêng tiểu bang Đảo Rhode không tổ chức hội nghị phê chuẩn nào trước khi Chính phủ liên bang bắt đầu hoạt động vào tháng 4 năm 1798
Quốc hội sau đó sắp xếp tổ chức cuộc tổng tuyển cử toàn quốc đầu tiên, với kết quả Đại tướng George Washington đắc cử tổng thống, và John Adams đắc cử phó tổng thống. Thành phố New York được chọn làm thủ đô đầu tiên và tạm thời của quốc gia, và ông Washington tuyên thệ nhiệm chức nơi đây tháng 4 năm 1798, tại Liên bang phủ (Federal Hall), hạ-lưu bán đảo Manhattan.
Dưới sự lãnh đạo của James Madison, Quốc hội tiên khởi giữ đúng lời hứa trước đây về luật dân quyền, và đề cử về các tiểu bang 12 tu chính án. Trong số 12 tu chính án nầy, 10 tu chính án sẽ được bỏ phiếu thuận nhanh chóng và trở thành Dự luật Dân quyền, một sẽ không được phê chuẩn, và một sẽ được thông qua sau này dưới tên gọi tu chính án 27.
Được tin Dự luật Dân quyền được thông qua, Bắc Carolina lập tức tái triệu tập hôi nghị phê chuẩn và nhanh chóng thông qua Hiến pháp. Đảo Rhode theo sau và phê chuẩn vào 29 tháng năm, 1790, một tuần trước khi Dự luật Dân quyền chính thức ra đời.

### Sự hình thành của hệ thống đa nguyên
Trong Hiến pháp Hoa Kỳ không có đề cập đến đảng phái chính trị, và nhóm khai quốc (founding fathers) thường xuyên nhạo báng điều mà các ông gọi là "chủ thuyết bè phái", hiện tượng thường gặp ở các chính phủ tiểu bang. Tuy nhiên người ta có thể thấy nhen nhúm trong cuộc tranh luân lập hiến giữa các phe nhóm sự thành phình phôi thai của một hệ thống đa nguyên, sau này sẽ được lộ diện.
Nhóm Liên bang, những người trước đây hô hào lập hiến, trở nên những phần tử đắc lực đưa Chính phủ liên bang vào hoạt động. Riêng nhóm Phi Liên bang, trước vốn đã không có tổ chức vững chắc, sau khi Hiến pháp ra đời nhan chóng tan rã. Tuy nhiên, quan niệm chính trị của họ (về việc tập trung quyền lực về các tiểu bang và việc giảm bớt quyền lực của chính phủ trung ương) vần được lưu truyền và thịnh hành. Những tư tưởng của họ được hấp thụ vào tiến trình thành lập một đảng phái mới, lấy tên đảng Cộng hòa, hay Dân chủ cộng hòa. Đảng này sau đó luôn đóng vai trò đối lập với nhóm Liên bang, và nắm quyền tham chính năm 1800 khi ông Thomas Jefferson đắc cử tổng thống.